# Ogham-Runenstein von Killaloe
Der 1916 entdeckte Ogham-Runenstein von Killaloe (CIIC 54), englisch Shantraud Ogham-Runic Stone, auch Killaloe-Stein genannt, befindet sich in der St. Flannan’s Cathedral in Killaloe im County Clare in Irland. Er war in die umgebenden Mauer der Kathedrale eingebaut. Ursprünglich war er ein Sockelstein eines verloren gegangenen Keltenkreuzes. Auf dem Stein sind Einritzungen sowohl in Ogham- als auch in Runenschrift zu finden. 

## Fundbeschreibung
Der Ogham-Runenenstein von Killaloe ist 0,89 m hoch, 0,46 m breit und 0,20 m dick. Die Runeninschrift auf der Vorderseite besteht aus Zeichen des jüngeren Futhark. Sie ist von unten nach oben zu lesen. Der Lautwert für g wird durch ein punktiertes ᚴ (= k) dargestellt. Dies geschah in den späteren Ausprägungen des jüngeren Futhark häufig, um das stimmlose g vom stimmhaften k beim Lesen unterscheiden zu können (Punktierungen auch bei b und d).
Die Ogham-Inschrift ist dagegen von oben nach unten zu lesen und befindet sich auf der rechten Seite des Steins. Die Stammlinie ist nicht wie sonst üblich mit der Kante des Steins identisch, sondern eingemeißelt. Der Pfeil ᚛ bezeichnet – wie bei Ogham-Inschriften üblich – den Anfang der Ogham-Inschrift sowie die Leserichtung. Für den Laut E wird in BEANDACHT(AR) das Forfid ᚕ verwendet, das in der Fachliteratur mit EA übertragen wird. Macalister transkribiert das Forfid ᚕ dagegen mit E.

## Inschriften

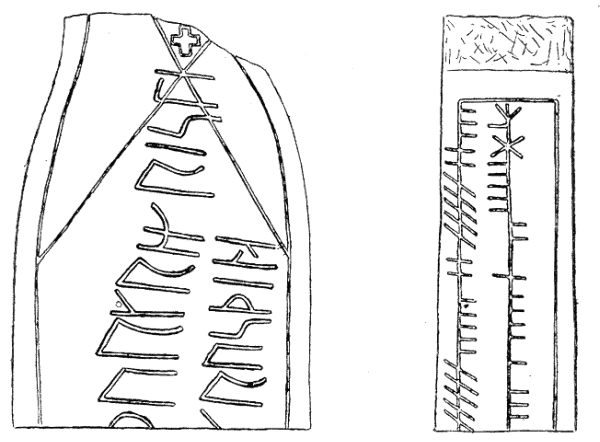
Runeninschrift (links): mit linker Zeile beginnend jeweils von unten nach oben zu lesen; Ogham-Inschrift (rechts): mit rechter Zeile beginnend jeweils von oben nach unten

Übertragung der Runeninschrift:
(þ)urgrim risti
(k)rus þina
Übersetzung:
Thorgrim ritzte dieses Kreuz.
Übertragung der Ogham-Inschrift:
BEANDACHT(AR)
TOROQR(IM)
Übersetzung:
Segen (über) Thorgrim.

## Besonderheit
Der Ogham-Runenstein von Killaloe ist einer von nur zwei bekannten Steinen, der Inschriften auf demselben Stein sowohl in Ogham als auch in Runen aufweist. Er ist einer der wenigen Runenfunde in Irland sowie der einzige Inschriftenstein Irlands mit diesen zwei Schriften. Lediglich der Maughold-Stein, der auf der Isle of Man entdeckt wurde, weist noch sowohl eine Runeninschrift als auch eine Ogham-Inschrift auf.